# Democratic Forward Bloc
Democratic Forward Bloc (DFB) är ett politiskt parti i Tamil Nadu i Indien, som bildades som en utbrytning ur All India Forward Bloc. Partiets generalsekreterare är S. Velusamy. I delstatsvalet i Tamil Nadu 2001 hade DFB lanserat fem kandidater, som tillsammans fick 3 270 röster.